# خسرو فيروز
خسرو فيروز هو أمير من بني جستان حكم لفترة وجيزة في عام 919. وكان شقيقًا وخلفًا لعلي الديلمي. وقبل أن يصبح أميرًا لبني جستان، ساعد خسرو فيروز شقيقه علي في قتل شقيقهما جستن الثالث. ثم توَّج علي نفسه أميرًا جديدًا للجستانيين، ولكن بعد فترة وجيزة قُتل على يد الحاكم السلاري محمد بن مسافر، الذي كان صهر جستن الثالث. ثم خلفه خسرو فيروز أميرًا لبني جستان، ولكن قُتل أيضًا على يد محمد بن مسافر. ثم خلف خسرو فيروز ابنه سياخشم.